# Stanislas Akelé
Stanislas Desire Akelé (* im 20. Jahrhundert) ist ein beninischer Fußballspieler. Seine Stammposition ist die Abwehr.
Der Abwehrspieler bestritt zwischen 1992 und 1997 mindestens 13 Partien für die beninische Fußballnationalmannschaft. Sein erstes in der Datenbank national-football-teams.com hinterlegtes Spiel ist das in der Qualifikation zur Fußballweltmeisterschaft 1994 daheim gegen Äthiopien, das mit 1:0 gewonnen wurde.